# 砕かれし者
『砕かれし者』は、HBOで放送されたファンタジー・ドラマ・シリーズである『ゲーム・オブ・スローンズ』の第6章『冬の狂風』の第7話である。ブライアン・コグマンによって脚本が書かれ、マーク・マイロッドが監督した。タイトルは、失われたかつての自己を取り戻そうとするサンダー・”ハウンド”・クレゲインとシオン・グレイジョイを指す。
ハウンドは生きのびている。ジョン・スノウとサンサはウィンターフェル奪回の軍勢を集めようと苦心する。ジェイミーはリヴァーラン城を開城させようとする。アリアは〈浮浪児〉に刺される。ヤーラとシオンはヴォランティスに着く。サーセイはオレナに七神正教と戦う協力を求めるが断られる。

## あらすじ

### リヴァーランドにて
ハウンド(ロリー・マッキャン)は元兵士の司祭レイ(イアン・マクシェーン)に救われて生きのび、その集団に加わっている。〈旗印のない兄弟団〉が集団のもとにやって来るが欲しい物がない事を知って去る。ハウンドが森の中にいる間、何者かが司祭の集団を襲って皆殺しにする。ハウンドは斧を持って追う。
ジェイミー(ニコライ・コスター＝ワルドー)とブロン(ジェローム・フリン)はラニスター家の軍を率い、フレイ家の包囲するリヴァーラン城に着く。捕われのエドミュア・タリー(トビアス・メンジーズ)の待遇を改善させ、ブリンデン・タリー(クライヴ・ラッセル)と開城の交渉をするが拒否される。

### キングズランディングにて
ハイ・スパロウ(雀聖下)(ジョナサン・プライス)が、聖典を読むマージェリー (ナタリー・ドーマー)に会う。トメン王のもとに戻ってから同衾してないことを指摘し、後継ぎをもうけるのは王妃の義務であると説く。マージェリーは祖母オレナに危険が迫っていることを知る。オレナ(ダイアナ・リグ)はセプタ・ユネラ(ハンナ・ワディンガム)の監視下でマージェリーに会い、ハイガーデンに帰るよう説く。マージェリーは王妃としてキングズランディングに留まると言い、祖母には故郷に帰るよう願い、密かにタイレル家の紋章の描かれた紙を渡して家への忠誠を示す。
サーセイ (レナ・ヘディ)はグレガー・クレゲイン(ハフソー・ユリウス・ビョルンソン)を伴って、オレナに会う。共同して七神正教と戦い、ロラスを牢から救い出そうと呼び掛ける。オレナは、ハイ・スパロウに権力を与えたのはサーセイだと指摘して拒否する。

### 北部にて
ジョン・スノウ(キット・ハリントン)とトアマンド(クリストファー・ヒヴュ)は、ウィンターフェルのボルトン家との戦いに加わるよう〈野人〉を説得する。ジョン、サンサ(ソフィー・ターナー)、ダヴォス(リアム・カニンガム)は〈熊の島〉に向かい、幼い女領主リアナ・モーモント公に〈亡者〉の脅威を訴えて援軍を求めるが、わずか62人の兵しか得られない。グローヴァー公(ティム・マッキナリー)には、ロブが故郷を鉄諸島人から守れなかった事を持ち出されて援軍を拒否される。
ジョンは小領主から兵を合計で数百人程度得たに過ぎず、ボルトン家に対して劣勢のままとなる。ジョンはこのままウィンターフェルを攻めようとするが、サンサは密かに、援軍を求める手紙を書き始める。

### ヴォランティスにて
シオン(アルフィー・アレン)とヤーラ(ジェンマ・ウィーラン)の率いる艦隊はヴォランティスに着き、売春宿で休む。ヤーラはシオンに以前の自分を取り戻せと言い、鉄諸島を奪回するため、ミーリーンに行ってデナーリスと同盟する計画を話す。

### ブレーヴォスにて
アリア (メイジー・ウィリアムズ)はウェスタロスに戻ろうとして乗る船を確保するが、顔を変えた〈浮浪児〉(フェイ・マーセイ)に襲われて腹を何度も刺され、運河に飛び込んで逃げる。重傷を負って通りをさまよう。

## 製作

### 脚本
原作者との話し合いにより、おもに未刊の原作『冬の狂風』に基づいて脚本が書かれた。リヴァーラン城包囲戦の場面は『乱鴉の饗宴』に基づいている。

### キャスティング
ハウンド役のロリー・マッキャンがシーズン4以来、ブリンデン・タリー役の(クライヴ・ラッセル)がシーズン3以来の登場となる。

### 撮影

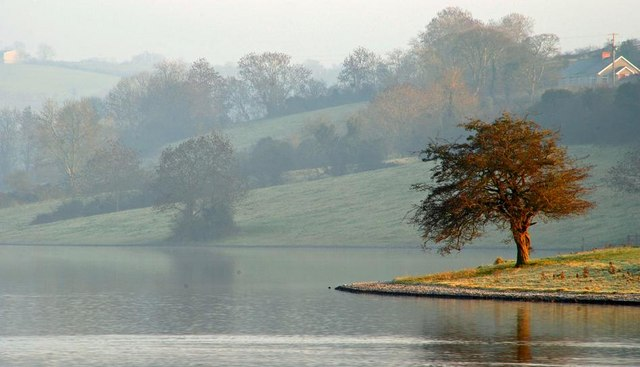
リヴァーランのシーンは北アイルランドの Corbet, County Downで撮影された

## 評判

### 視聴者数
本エピソードは780万人に視聴された。戦没将兵追悼記念日のため下げた前回と比べて大きく数字を伸ばした。

### 賞
第68回プライムタイム・エミー賞で、本エピソードは他2エピソードとともにプロダクション・デザイン賞現代劇/ファンタジー・ドラマ部門を受賞した。

## 参照
1. ↑  Hibberd, James (2015年6月25日). “Game of Thrones directors revealed for mysterious season 6”. Entertainment Weekly. 2015年6月26日閲覧。
2. ↑  Cantor, Brian (2016年6月7日). “RATINGS: HBO’S “GAME OF THRONES” BOUNCES BACK”. Headline Planet. 2016年6月7日閲覧。